# Kajetan Abgarowicz
Kajetan Abgarowicz (bút danh: Kajetan Abgar-Soltan, và Soltan Abgar; tiếng Armenia: Կայտան Աբգարովիչ) (sinh ngày 7 tháng 8 năm 1856 tại Czerniowie, Vương quốc Galicia và Lodomeria – mất ngày 27 tháng 7 năm 1909 tại Truskavets, Ukraine ) là một nhà báo, tiểu thuyết gia và nhà văn viết truyện ngắn người Ba Lan gốc Armenia.
Ông sinh ra trong một gia đình địa chủ, cha mẹ ông là Franciszka và Salomei Przysieckich. Kajetan Abgarowicz theo học tại các trường ở Stanislawow và Lviv, Ukraine. Ông được báo chí giới thiệu là một tiểu thuyết gia lần đầu vào năm 1889. Năm 1901, ông đồng sáng lập một tờ báo của Lviv tên là Przedświt và điều hành mảng văn học của tờ báo này. Ông còn cộng tác với nhiều tạp chí khác của Lviv, Krakow và Warsaw, chẳng hạn như Słowo Polskie, Gazeta Lwowska (1894), Czas, Nowa Reforma và Tygodnik Ilustrowany.
Là một nhà văn khôi hài nổi tiếng, Kajetan Abgarowicz theo đuổi các thể loại văn học thông tục chính thống của Ba Lan là tiểu thuyết lãng mạn và tiểu thuyết phiêu lưu. Ông là tác giả của nhiều truyện ngắn và tiểu thuyết đã được xuất bản, hầu hết đều có nội dung xoay quanh giới quý tộc, đặc biệt là giới quý tộc ở vùng Podolia. Kajetan Abgarowicz cũng quan tâm đến cuộc sống của người Rusyn và góp phần vào sự phổ biến văn hóa Hutsuls ở Ba Lan. Mặc dù các tiểu thuyết như Klub nietoperzy (gồm hai tập, tập đầu tiên được xuất bản vào năm 1892), Polubowna ugoda (1894), và Z wiejskiego dworu (1895) bị cho là viết yếu,  các tuyển tập truyện ngắn và kịch ngắn khôi hài như Z carskiej imperii (1892), Rusini (1893) và Widziane i odczute (1904)  không bị chỉ trích tương tự.

## Tác phẩm tiêu biểu
- Klub nietoperzy (1892)
- Józef Jerzy Hordyński-Fed'kowicz (1892)
- Z carskiej imperii (1892)
- Rusini (1893)
- Nie ma metryki (1894)
- Zawiedziona nadzieja (1894)
- Polubowna ugoda (1894)
- Z wiejskiego dworu (1895)
- Dobra nauczka (1896)
- Ilko Szwabiuk (1896)
- Panna Siekierczanka (1897)
- Nea
- Rywale (1904)
- Widziane i odczute (1904)
- Polubowna ugoda (1909)
- Pornografja: głosy polskie w najważniejszej (1909)
- Pierścień Królowej Rumuńskiej (n.d.)